# Ригас ФК
Ригас ФК (РФК) (латыш. Rīgas FK) — футбольный клуб города Рига, Латвия. Участник высшей лиги Латвии по футболу 1923—1943 годов. Восьмикратный чемпион Латвии по футболу.

## История
Клуб основан 14 декабря 1923 года. Главным инициатором и одним из основателей «Ригас ФК» был Юрий Редлих.
Это был один из самых сильных и популярных латвийских футбольных клубов межвоенного периода.
Игроки «Ригас ФК» составляли основу сборной Латвии по футболу. В числе известных игроков клуба и сборной Латвии были Карлис Ашманис, Эрик Петерсонс, Янис Лидманис, Аркадий Павлов и др.
В последний раз РФК выиграл латвийский чемпионат в 1940 году. После присоединения Латвии к СССР клуб был расформирован, а ряд его лучших игроков перешли в «Динамо» (Рига).
В 1941 году, после начала немецкой оккупации, РФК и другие латвийские футбольные команды были восстановлены и приняли участие в чемпионатах 1942—1944 годов. В 1943 году клуб РФК занял третье место, в чемпионате 1944 года после шести туров делил первое место с рижским клубом ASK, но из-за боевых действий на территории Латвии чемпионат этого года оказался не завершён. В том же 1944 году клуб РФК прекратил существование.
Впоследствии ряд бывших игроков РФК продолжили играть в футбол в Советской Латвии, часть игроков эмигрировала, некоторые погибли во время войны.
В начале 1992 года, после восстановления независимости Латвии, футбольный клуб «Ауда», попавший в Первую лигу Латвии, сменил своё название на «Ригас ФК» (РФК), в честь именитого клуба межвоенного времени. Однако, после нескольких сезонов без серьёзных результатов, в 1994 году клуб частично восстановил своё прежнее название и стал называться РФК «Ауда».

## Достижения
- Чемпион Латвии (8): 1924, 1925, 1926, 1930, 1931, 1934, 1935, 1940.
- Серебряный призёр чемпионата Латвии (6): , 1923, 1927, 1928, 1929, 1933, 1938.
- Бронзовый призёр чемпионата Латвии (1): 1932.
- Обладатель Кубка Риги (2): 1924, 1925.
- Финалист Кубка Риги (1): 1930.